# Csány László Technikum (Zalaegerszeg)
A Csány László Technikum Zalaegerszeg egyik középiskolája.

## Története
Zalaegerszeg város képviselő-testülete 1872-ben az intézmény megvalósítása érdekében felkereste a vármegye törvényhatósági bizottsági gyűlését, akik indokoltnak ítélték, és bizottságot küldtek a költségek gyűjtéssel történő előteremtésére. Ennek fejében ünnepélyes keretek között nyílt meg 1874. január 3-án Zalaegerszegi Polgári Fiúiskola néven.
Az 1886/87-os tanévtől pedig Zalaegerszegi Államilag Segélyezett Községi Polgári Fiú-, Középkereskedelmi és Polgári Leányiskola lett az iskola hivatalos neve.
1899-ben államosították az iskolát és ezek után Magyar Királyi Állami Felső Kereskedelmi Iskolaként működtek.
Az 1924/25-ös tanév után felvette az intézmény Csány László nevét és Zalaegerszegi Magyar Királyi Állami Négy Évfolyamú Csány László Fiú Felső Kereskedelmi Iskola lett a nevük. 1941-ben ismét nevet változtatott az intézmény Zalaegerszegi Magyar Királyi Állami Csány László Kereskedelmi Középiskolára.
A második világháború szörnyűségei után 1946. március 31-én megjelent rendelet indította útjára a Dolgozók Kereskedelmi Középiskoláját. Az 50-es években az intézménynek többször is megváltoztatták a nevét. Az 1949/50-es tanévben Közgazdasági Gimnázium, majd az 1950/51-es tanévtől Közgazdasági Középiskola nevet kapta, végül az 1952/53-as tanévben Közgazdasági Technikummá alakult.
Az 1957-ben beindult levelezős tagozat miatt 1958 szeptemberétől a Jókai utcába költözött az iskola. Az 1961. III. törvénytől az iskola közgazdasági szakközépiskolává alakult át, amely célja megváltozott általános irányú közgazdasági képzettséget nyújtott, majd a 60-as évek második felétől a gazdaság fejlődése által megkívánt, új ágazatokkal bővült, 1973-tól számítástechnikai ágazattal.
A rendszerváltás döntő átalakulást jelentett a képzésben. A nagyvállalatok felbomlása, a kis- és középvállalkozások szakember igénye a munkáltatók munkaerő keresletét újrafogalmazta; az iskolától a szakmai tárgyak tartalmi változása mellett szemléletváltozást követelt. Igényként jelentkezett az idegen nyelvek magasabb szintű oktatása, a számítógép alkalmazásának elsajátítása, a kommunikációs készség fejlesztése. Mindez szükségessé tette a képzés belső szerkezetének átalakítását és a képzés időtartamának megnövelését.
1993-tól az intézmény bekapcsolódott a Világbank által támogatott tantervi modellbe, amely az 1998/1999-es tanévtől bevezetett új képzési rendszer alapját is képezte. Ennek értelmében átalakult az iskola képzési szerkezete: a beiskolázás nem ágazatokra történt, hanem egységes, általános képzésre. A diákok először a 10. évfolyam végén, 16 éves korban hoztak pályaválasztási döntést a szakmai alapozás irányáról, majd másodszor a 12. évfolyamot követően, az érettségi vizsga után választottak az Országos Képzési Jegyzék (OKJ) szerinti szakképzési irány és szint között. Ekkor kellett eldönteniük, hogy közép- vagy felsőfokú szakmai képesítést kívánnak-e szerezni az intézményben, illetve, hogy továbbtanulnak-e valamely felsőoktatási intézményben.
A tanulók magas szintű felkészítést kaptak állami felsőfokú tanulmányok megkezdéséhez, különösen a gazdasági felsőoktatás területén. A helyi Pénzügyi és Számviteli Főiskolával kötött együttműködési megállapodás alapján akkreditált, felsőfokú (post-secondary) képzés is indult, amely lehetőséget biztosított arra, hogy az érettségizettek – a felsőfokú szakképzés elvégzése után – felvételi vizsga nélkül a főiskola második évfolyamán folytassák tanulmányaikat.
1999 novemberében került átadásra az évtized legnagyobb infrastrukturális beruházása: a tetőtér-beépítéssel kialakított korszerű tanirodai létesítmény. Az itt működő, vállalati környezetet szimuláló munkaterületeken a tanulók számítástechnikai, irodatechnikai és telekommunikációs eszközök segítségével szerezhettek gyakorlati tapasztalatot a munka világának különböző területein.
Az ezredforduló után az intézmény felsőfokú szakképzési kínálata tovább bővült. A titkárságvezető és a műszaki informatikai mérnökasszisztens képzések a Veszprémi Egyetemmel, míg a jogi asszisztens képzés 2005-től előbb a Pécsi Tudományegyetemmel, később a Széchenyi István Egyetemmel együttműködésben indult el.
2001 decemberében adták át az iskola új auláját, amely a második emeleten kapott helyet. A 2000-es években jelentős fejlesztések történtek az iskola informatikai és oktatástechnikai infrastruktúrájában is: számítógépes termek, laborok, interaktív táblával és projektorokkal felszerelt tantermek járultak hozzá a korszerű, magas színvonalú szakmai képzéshez.
2008-ban az iskola csatlakozott az Észak-zalai Térségi Integrált Szakképző Központ (TISZK) tagintézményeihez, amely új lehetőségeket nyitott meg a szakképzés további fejlesztése előtt.
2015. július 1-jétől az iskola fenntartása a Nemzetgazdasági Minisztériumhoz került. Ekkortól az intézmény képzési kínálata a munkaerő-piaci igényekhez igazodva bővült: a közgazdaság ágazaton pénzügyi-számviteli ügyintéző ráépüléses képzések, az informatika ágazaton pedig szoftverfejlesztő, rendszerüzemeltető és gazdasági informatikus képzések indultak. 2015. szeptember 1-jétől ezek a képzések felnőttoktatás keretében is elérhetők lettek.
2016. szeptember 1-jétől az iskola az Innovációs és Technológiai Minisztérium irányítása alá került, fenntartója a Zalaegerszegi Szakképzési Centrum lett. 2020. szeptember 1-jétől megkezdődött az új típusú technikusképzés is, az intézmény hivatalos neve ettől kezdve Zalaegerszegi SZC Csány László Technikum.
Az iskola jelenleg két ágazatban – gazdálkodás és menedzsment, valamint informatika és távközlés – kínál technikusképzést, összesen hat szakmában, iskolarendszerű oktatás keretében. A gazdálkodás és menedzsment ágazat képzései esti tagozaton is elérhetők.
Az intézmény jövőképét a „Szeresd a jelent, építsd a jövőt!” mottó foglalja össze, amely a pedagógiai munka, a közösségépítés és a társadalmi szerepvállalás szellemiségét tükrözi.

## Külső hivatkozások
- Az iskola hivatalos honlapja